# 우이신설경전철운영
우이신설경전철운영 주식회사(牛耳新設輕電鐵運營 株式會社)는 우진산전 자회사로 주식회사 우이신설경전철로부터 서울 경전철 우이신설선의 운영 및 유지보수 사업을 위탁받은 대한민국의 기업이다.

## 주요 연혁
- 2016년 12월 1일 : 회사 설립.
- 2017년 4월 11일 : 운영 및 유지보수 위탁계약 체결
- 2017년 9월 2일 : 개통

## 같이 보기
- 서울 경전철 우이신설선
- 주식회사 우이신설경전철
- 우진산전